# Ban Thi (huyện)
Ban Thi (tiếng Thái: บ้านธิ) là huyện (amphoe) cực bắc của tỉnh Lamphun, miền bắc Thái Lan.

## Lịch sử
Tiểu huyện (king amphoe) Ban Thi đã được thành lập vào ngày 1 tháng 4 năm 1990, khi 2 tambon đã được tách ra từ huyện Mueang Lamphun. Đơn vị hành chính này đã được nâng cấp thành huyện vào ngày 7 tháng 9 năm 1995.

## Địa lý
Các huyện giáp ranh: Mueang Lamphun của tỉnh Lamphun về phía nam và San Kamphaeng của tỉnh Chiang Mai về phía bắc.
Sông Thi chảy qua huyện này bắt nguồn từ dãy núi Mae Thai ở phía đông huyện. Sông này chảy vào sông Mae Kuang, một chi lưu của sông Ping.

## Hành chính
Huyện này được chia ra thành 2 subdistrict (tambon), các đơn vị này lại được chia thành 34 làng (muban). Ban Thi là một thị trấn (thesaban tambon) nằm trên toàn bộ diện tích tambon Ban Thi. Có 1 Tổ chức hành chính tambon.
| STT. | Tên      | Tên Thái | Số làng | Dân số |  |
| ---- | -------- | -------- | ------- | ------ |  |
| 1.   | Ban Thi  | บ้านธิ     | 19      | 9.496  |  |
| 2.   | Huai Yap | ห้วยยาบ   | 15      | 8.111  |  |